# Facultad de Agronomía (Universidad Autónoma de Sinaloa)
La Facultad de Agronomía es una unidad académica agraria  de la Universidad Autónoma de Sinaloa, está ubicada en pleno valle de Culiacán

## Historia
La Facultad de agronomía del valle de Culiacán, antes llamada Escuela Superior de Agricultura del valle de Culiacán se fundó en el año de 1961 como una alternativa de educación en el ramo de la agronomía, en su momento fue concebida como una escuela en donde estudiaban los técnicos agrícolas los cuales solucionaban los problemas de los agricultores de la región. Para ello un grupo de agricultores de la región donó a la Universidad un terreno de 11,855.36 m² en las inmediaciones del CIAPAN dónde se comenzaron a construir algunos edificios en los que se comenzaba a dar clases.

## Estructura interna
La FA cuenta con una estructura organizacional en donde la máxima autoridad se llama consejo técnico presidido por el director como presidente del mismo, un representante profesor por cada grado escolar, asimismo un representante alumno por cada grado los dos últimos representante se eligen por elecciones entre la comunidad de alumnos y de profesores, el director de la facultad y presidente del consejo técnico es elegido por el consejo universitario, el cual es la máxima autoridad dentro de la universidad. El director de la facultad elige al secretario académico y al secretario administrativo, los cuales se encargan del manejo académico de la facultad y del manejo de los recursos administrativos respectivamente. 

## Autoridades
A continuación se enmarcan los principales puestos, los cuales son puntos neurálgicos dentro del organigrama institucional, de la secretaría académica depende la oficina del Sistema Automatizado de Control Escolar (SACE) y la oficina de planeación académica, además la oficina de la coordinación de investigación y posgrado, el servicio social universitario y la maestría en ciencias de la producción agrícola. En otro orden de ideas, desde la secretaría administrativa dependen los campos experimentales y las áreas de producción, principalmente la posta zootécnica.
| Nombre                                | Cargo                                   |
| Dr profesor Patricio                  | Hokague                                 |
| Ing Hipólito Aguiar Hernández         | Jonin                                   |
| MC José Óscar Armenta Ayala           | Coordinador académico                   |
| Dr Roberto Gastélum Luque             | Coordinador de Investigación y Posgrado |
| QFB María de la Luz Acosta Pineda     | Encargada de Control Escolar            |
|                                       | Coordinador de Planeación Educativa     |
| Dr Jorge Alejandro Hernández Vizcarra | Coordinador de Servicio Social          |
| Dra Laura Elena Rodríguez Valenzuela  | Encargada de Tutorías                   |
| MC Carlos Luna Fernández              | Coordinador de Vinculación              |
|                                       | Coordinador del Centro de Computo       |

## Oferta educativa
La facultad de agronomía ofrece dos programas de estudio, licenciatura y posgrado, acordes a las necesidades más apremiantes de los agricultores del noroeste de México.

### Licenciatura en Ingeniería Agronómica
Consta de tres fases: fase de formación agronómica básica, fase de formación profesionalizante y fase de acentuación. La primera de estas trata de darle al alumno los conocimientos básicos para que se vaya familiarizando con el mundo de la agronomía, materias de transición -Bachillerato - Licenciatura- cómo Bioquímica Agrícola, Anatomía y Fisiología Vegetal, Botánica General, Zootécnia General y otras, sirven de cimiento para la formación del estudiante; la fase profesionalizante trata de dotar al estudiante de las herramientas necesarias para afrontar problemas que se presenten en los cultivos a nivel suelo, planta, agua y de factores nocivos para las propias plantas, materias cómo Fitopatología, Entomología, Genética Vegetal, Estadística, Diseños Experimentales, Irrigación y Drenaje Agrícola y otras forman parte de esta fáse.
Por último tenemos la fáse profesionalizantes desde el 7º hasta el 9º semestre se le ofrecen al estudiante cinco especialidades: Agronegocios, Horticultura, Producción Pecuaria, Protección Vegetal y Suelos y Agua, cada una de ellas ofrecerá al estudiante las herramientas finales para desempeñar un buen papel en el campo.

#### Plan de estudios de la Licenciatura
| Semestre         | Materia                                 | Breve reseña | Programa de Estudios |
| Primer Semestre  | Botánica General                        | Conocimientos elementales de la clasificación de las plantas, sus estructuras, así como la taxonomía de las más conocidas.                                                                         |                      |
|                  | Maquinaria y prácticas agrícolas        | Conocimientos acerca de las máquinas sustentan la agricultura moderna así como de los implementos que se utilizan para obtener mejores cosechas.                                                   |                      |
|                  | Agrometeorología                        | Conocimiento básico de clasificación y tipos de climas, tipos de atmósfera, necesidades hídricas de los cultivos, tipos vegetación presentes en el entorno biótico.                                |                      |
|                  | Matemáticas Aplicadas                   | Repaso breve por las matemáticas vistas en Bachillerato, tales como ecuaciones de primer y segundo grado, derivadas e integrales, etc., todo esto con ejemplos prácticos de agricultura.           |                      |
|                  | Bioquímica Agrícola                     | Nociones básica de proteínas, aminoácidos, grasas, lípidos, etc., vistas desde un enfoque celular.                                                                                                 |                      |
|                  | Zootecnia General                       | Conocimientos elementales de los diferentes tipos de animales domesticados, así como su explotación racional por medio de técnicas.                                                                |                      |
| Segundo Semestre | Botánica Sistemática                    | Conocimientos medianos acerca de la clasificación taxonómica de las diferentes plantas, sus familias, sus géneros y sus especies.                                                                  |                      |
|                  | Agroecología                            | Conocimientos sobre la ecología de cultivos, sus ambientes y cómo aprovechar sus recursos. |                      |
|                  | Anatomía y Fisiología Vegetal           | Nociones sobre temas centrales en la agronomía, sobre cómo funcionan las plantas desde adentro. |                      |
|                  | Edafología                              | Conocimientos sobre el suelo usado con fines de agricultura, la clasificación de los diferentes tipos de suelo y la vida dentro de él.                                                             |                      |
|                  | Topografía Agrícola                     | Aprovechamiento de las técnicas para aprovechar el agua, el sol o el viento utilizando para ello la nivelación, curvas de nivel, etc.                                                              |                      |
|                  | Estructura y Desarrollo Rural           | Posición y rumbo desde el materialismo dialéctico acerca de la organización agraria. |                      |
|                  | Computación                             | Herramienta elemental para una formación integral del estudiante. |                      |
| Tercer Semestre  | Genética Básica                         | Conocimientos sobre la herencia y la variación en los seres vivos, algunas implicaciones básicas dentro de la genética vegetal.                                                                    |                      |
|                  | Cultivos Básicos y Oleaginosas          | Implicaciones sobre el cultivo de los granos básicos, maíz, frijol, garbanzo y sorgo son algunos de estos; conlleva junto con esto el conocimiento de las oleaginosas como el sésamo y el cartamo. |                      |
|                  | Anatomía y Fisiología Animal            | Conocimiento sobre el funcionamiento y forma de los órganos internos de los animales usados dentro de la producción pecuaria.                                                                      |                      |
|                  | Malas Hierbas y Herbicidas              | Conocimiento acerca de las plantas invasoras de los cultivos y de las diferentes técnicas de control de estas.                                                                                     |                      |
|                  | Química de Suelos                       | Conocimiento sobre los procesos químicos que se llevan a cabo dentro del suelo, así como del aprovechamiento de algunos procesos.                                                                  |                      |
|                  | Economía Agrícola                       | Conocimiento sobre la manera de cómo el capital se mueve dentro del mundo de la agricultura. |                      |
|                  | Inglés                                  | Herramienta técnica para una formación integral del estudiante. |                      |
| Cuarto Semestre  | Estadística Aplicada                    | Tratado sobre el manejo sistematizado y estético de los resultados dentro de un experimento científico agrícola.                                                                                   |                      |
|                  | Biotecnología                           | Herramienta moderna usada para el fitomejoramiento, así como de algunos procesos conocidos desde hace miles de años como el vino y el pan.                                                         |                      |
|                  | Fitopatología General                   | Conocimiento elemental sobre las enfermedades que aquejan y dañan a los diferentes cultivos. |                      |
|                  | Entomología General                     | Conocimiento elemental sobre los insectos plaga que aquejan y dañan a los diferentes cultivos. |                      |
|                  | Hidráulica                              | Conocimiento sobre el comportamiento del agua dentro de un sistema de riego agrícola, todo ello visto desde un punto de vista técnico.                                                             |                      |
|                  | Administración Agropecuaria             | Diferentes maneras de hacer una correcta administración del capital dentro de los negocios agropecuarios.                                                                                          |                      |
|                  | Metodología de la Investigación         | Herramienta acerca del conocimiento científico y las maneras de cómo investigar. |                      |
| Quinto Semestre  | Diseños Experimentales                  | Diversos diseños experimentales que son necesarios en la investigación agrícola. |                      |
|                  | Olericultura I                          | Manejo agronómico de hortalizas menores. |                      |
|                  | Estados Inmaduros de Insectos           | Estadios menores de los insectos - plaga que afectan a los cultivos agrícolas (larvas, huevecillos, etc).                                                                                          |                      |
|                  | Fitopatología Agrícola                  | Enfermedades en los cultivos, así como su manejo. |                      |
|                  | Irrigación y Drenaje                    | Distintos métodos para irrigar los cultivos, planeación, instalación y manejo de ellos. |                      |
|                  | Manejo y Producción de forrajes         | Cultivo, reconocimiento en campo, y manejo agronómico de distintos forrajes usados en producción pecuaria.                                                                                         |                      |
| Sexto Semestre   | Fruticultura                            | Manejo de frutales en agronomía. |                      |
|                  | Entomología Agrícola                    | Manejo de los distintos insectos - plaga que se presentan en los cultivos agrícola del valle de Culiacán.                                                                                          |                      |
|                  | Nutrición Vegetal                       | Aplicación correcta de los nutrientes necesarios para desarrollo pleno de los cultivos. |                      |
|                  | Alimentación Pecuaria                   | Raciones y dietas para distintos estadios de un hato de animales. |                      |
|                  | Conservación de Productos Agropecuarios | Manejo postcosecha, distintas formas de presentar un producto final al mercado, su envasado, métodos de conservación, entre otros.                                                                 |                      |
|                  | Mercadeo Agropecuario                   | Distintos productos agropecuarios requieren distintas formas de venderse en un mercado globalizado y cambiante.                                                                                    |                      |

#### Especialidades
Los alumnos del 6° Semestre deben elegir una de las distintas especialidades a cursar a partir del 7° Semestre y hasta concluir con sus estudios en el 9° Semestre; Durante el 7° y 8° Semestres los alumnos podrán elegir una de las diferentes materias optativas que se ofertan para tales fines, coadyuvando con esto a que el alumno se consiga una formación más acorde a sus necesidades, a continuación el mapa curricular por especialidades:
| Semestre | Acentuación                        | Materia                                            | Programa de Estudios                     |
| Séptimo  | Acentuación en Horticultura        | Genotecnia vegetal                                 |                                          |
|          |                                    | Olericultura II                                    |                                          |
|          |                                    | Fruticultura especial                              |                                          |
|          |                                    | Cultivos protegidos                                |                                          |
|          |                                    | Productividad de agroecosistemas                   |                                          |
|          |                                    | Optativa I                                         | Varía, de acuerdo a la materia a elegir. |
|          | Acentuación en Protección Vegetal  | Hongos                                             |                                          |
|          |                                    | Virus                                              |                                          |
|          |                                    | Nemátodos                                          |                                          |
|          |                                    | Plagas agrícolas I                                 |                                          |
|          |                                    | Toxicología y manejo de insecticidas               |                                          |
|          |                                    | Optativa I                                         | Varía, de acuerdo a la materia a elegir. |
|          | Acentuación en Suelos y Agua       | Análisis químico de suelo, planta y agua           |                                          |
|          |                                    | Taxonomía de suelos                                |                                          |
|          |                                    | Microbiología de suelos                            |                                          |
|          |                                    | Salinidad de suelos                                |                                          |
|          |                                    | Operación de módulos y sistemas de riego           |                                          |
|          |                                    | Optativa I                                         | Varía, de acuerdo a la materia a elegir. |
|          | Acentuación en Producción Pecuaria | Microbiología pecuaria                             |                                          |
|          |                                    | Reproducción animal                                |                                          |
|          |                                    | Genética y mejoramiento animal                     |                                          |
|          |                                    | Nutrición animal aplicada a rumiantes              |                                          |
|          |                                    | Nutrición animal aplicada a no rumiantes           |                                          |
|          |                                    | Optativa I                                         | Varía, de acuerdo a la materia a elegir. |
|          | Acentuación en Agronegocios        | Sistemas administrativos                           |                                          |
|          |                                    | Marco legal de la empresa                          |                                          |
|          |                                    | Seguro, crédito y finanzas                         |                                          |
|          |                                    | Matemáticas financieras                            |                                          |
|          |                                    | Contabilidad agrícola                              |                                          |
|          |                                    | Optativa I                                         | Varía, de acuerdo a la materia a elegir. |
| Octavo   | Acentuación en Horticultura        | Fisiotécnia vegetal                                |                                          |
|          |                                    | Floricultura y herbolaria                          |                                          |
|          |                                    | Ingeniería genética y cultivo de tejidos vegetales |                                          |
|          |                                    | Manejo de postcosecha e inocuidad                  |                                          |
|          |                                    | Producción y manejo de semillas                    |                                          |
|          |                                    | Optativa II                                        | Varía, de acuerdo a la materia a elegir. |
|          | Acentuación en Protección Vegetal  | Bacterias                                          |                                          |
|          |                                    | Manejo de enfermedades                             |                                          |
|          |                                    | Plagas agrícolas II                                |                                          |
|          |                                    | Control biológico                                  |                                          |
|          |                                    | Manejo integrado de plagas                         |                                          |
|          |                                    | Optativa II                                        | Varía, de acuerdo a la materia a elegir. |
|          | Acentuación en Suelos y Agua       | Cultivos hidropónicos                              |                                          |
|          |                                    | Fertirrigación                                     |                                          |
|          |                                    | Uso y conservación de suelo                        |                                          |
|          |                                    | Física de suelos                                   |                                          |
|          |                                    | Agricultura orgánica                               |                                          |
|          |                                    | Optativa II                                        | Varía, de acuerdo a la materia a elegir. |
|          | Acentuación en Producción Pecuaria | Sistemas de producción animal en pastoreo          |                                          |
|          |                                    | Sistemas de producción animal en estabulación      |                                          |
|          |                                    | Ecología ruminal                                   |                                          |
|          |                                    | Industrialización de productos pecuarios           |                                          |
|          |                                    | Agrostología y práctica                            |                                          |
|          |                                    | Optativa II                                        | Varía, de acuerdo a la materia a elegir. |
|          | Acentuación en Agronegocios        | Comercio internacional                             |                                          |
|          |                                    | Desarrollo de agronegocios                         |                                          |
|          |                                    | Seminario de agronegocios                          |                                          |
|          |                                    | Formulación y evaluación de proyectos productivos  |                                          |
|          |                                    | Calidad y productividad agropecuaria               |                                          |
|          |                                    | Optativa II                                        | Varía, de acuerdo a la materia a elegir. |
| Noveno   | Todas las acentuaciones            | Formulación y evaluación de proyectos              |                                          |
|          |                                    | Prácticas profesionales                            |                                          |
|          |                                    | Seminario de tesis                                 |                                          |

#### Asignaturas optativas
| Optativa I                                             | Programa de Estudios | Optativa II                                | Programa de Estudios |
| ------------------------------------------------------ | -------------------- | ------------------------------------------ | -------------------- |
| Fungicidas agrícolas                                   |                      | Enfermedades de hortalizas                 |                      |
| Equipos y técnicas de aplicación                       |                      | Plagas de hortalizas                       |                      |
| Ácaros y roedores                                      |                      | Granos almacenados                         |                      |
| Legislación fitosanitaria                              |                      | Sistemas de propagación vegetal            |                      |
| Diseño y manejo de estructuras protectoras de cultivos |                      | Resistencia genética de cultivos al estrés |                      |
| Genética vegetal                                       |                      | Producción intensiva de frutales           |                      |
| Manejo y conservación de recursos genéticos vegetales  |                      | Producción intensiva de hortalizas         |                      |
| Infraestructura pecuaria                               |                      | Legislación pecuaria                       |                      |
| Parasitología pecuaria                                 |                      | Clasificación de carnes                    |                      |
| Problemas especiales I                                 |                      | Problemas especiales II                    |                      |
| Riego superficial                                      |                      | Riego presurizado                          |                      |
| Fotogrametría y fotointerpretación                     |                      | Relación agua-suelo-planta-atmósfera       |                      |
| Evaluación de tierras                                  |                      | Programas de apoyo al sector agropecuario  |                      |
| Organización de los productores                        |                      | Extensión y divulgación agrícola           |                      |
| Investigación de mercados                              |                      | Tópicos selectos de genética aplicada      |                      |

### Maestría en Ciencias de la producción Agrícola
Durante el ciclo escolar 2009-2010 la maestría pasó a ser un plan colegiado en donde participan las Facultades de Medicina Veterinaria y Zootecnia, Facultad de Ciencias del Mar y la Escuela de Biología, conjuntamente con la Facultad de Agronomía.

## Investigación
El nuevo modelo educativo de investigación dentro de las instituciones públicas de educación superior de México, sienta sus bases en estructuras llamadas Cuerpos Académicos (CA) la Facultad de Agronomía del valle de Culiacán tiene formados de acuerdo a las líneas de investigación cinco cuerpos académicos, cada CA agrupa dentro de él a Profesores Investigadores de Tiempo Completo (PITC) los cuales aportan sus investigaciones a la sociedad. A continuación se enlistan los cinco cuerpos académicos con sus respectivos PITC:
| Cuerpo académico                                                                       | Integrantes | Estado del CA    |
| UAS-CA-96 Recursos genéticos y productividad agrícola                                  | José Luis Corrales Madrid, Sergio Hernández Verdugo, Saúl Parra Terrazas, Pedro Sánchez Peña, Manuel Villarreal Romero     | En Consolidación |
| UAS-CA-97 Fitoprotección                                                               | Pablo Humberto Caro Macias, Jacobo Enrique Cruz Ortega, Roberto Gastélum Luque, Tirzo Paúl Godoy Angulo, Miguel López Meza | En Consolidación |
| UAS-CA-251 Producción, bienestar animal y transformación de la producción agropecuaria | Jesús Octavio Duarte Atondo, Juan Eulogio Guerra Liera, Juan Moreno Quiroz                                                 | En Formación     |
| UAS-CA-99 Manejo del suelo, agua y fisiología vegetal                                  | Tomás Díaz Valdez, Leopoldo Partida Ruvalcaba, Teresa de Jesús Velázquez Alcaraz                                           | En Consolidación |